# Kapowsin (Washington)
Kapowsin es un área no incorporada ubicada en el condado de Pierce en el estado estadounidense de Washington.

## Geografía
Kapowsin se encuentra ubicado en las coordenadas 46°59′8″N 122°13′32″O / 46.98556, -122.22556.